# Neuhausen (Aham)
Neuhausen ist ein Gemeindeteil der Gemeinde Aham im niederbayerischen Landkreis Landshut. Neuhausen war bis 1971 Sitz der gleichnamigen Gemeinde.

## Lage
Das Kirchdorf Neuhausen liegt einen Kilometer südlich von Aham im Tal der Vils.

## Geschichte
Die Filialkirche St. Emmeram ist eine spätromanische Saalkirche mit eingezogenem Chor, wohl aus dem 13. Jahrhundert. Die Chorwölbung und Erhöhung des Langhauses erfolgte wohl gegen Ende des 15. Jahrhunderts. Die Gemeinde Neuhausen wurde 1818 durch das bayerische Gemeindeedikt begründet. Sie umfasste neben Neuhausen die Orte Alram, Berghofen, Blamberg, Buchloh, Engkofen, Geigenberg, Haag, Hausberg, Heiglberg, Hermannsöd, Höslpoint, Holzen, Hustenöd, Kitzing, Kobel, Maieröd, Petzenberg, Prosmering, Reit, Schachtenöd, Seemannshof, Stidel, Vorderöd, Wendeldorf und Wimm. Die Gemeinde wurde am 1. April 1971 im Zuge der Gemeindegebietsreform an die Gemeinde Aham angeschlossen.